# Dusičnan hydrazinu
Dusičnan hydrazinu je anorganická sloučenina s chemickým vzorcem N2H4·HNO3. Byl poprvé syntetizován Němci v roce 1989. Využívá se v kapalných výbušninách jako oxidační činidlo. Existuje ve dvou krystalových formách, stabilním typu a nestabilním typu β. První typ se obvykle používá ve výbušninách. Jeho rozpustnost v alkoholech je nízká, ale ve vodě a hydrazinu je velká. Je silně hygroskopický, jen o málo nižší než dusičnan amonný.
Dusičnan hydrazinu je tepelně stabilní. Jeho úbytek hmotnosti je při 100 °C pomalejší než u dusičnanu amonného. Jeho výbušný bod je 307 °C (50% detonace) a výbušné teplo je asi 3,829 MJ/kg. Protože dusičnan hydrazinu neobsahuje žádný uhlík, produkty výbuchu nejsou pevné a jejich průměrná molekulová hmotnost je malá.